# Tethyshadros
Tethyshadros – rodzaj hadrozauroida żyjącego w późnej kredzie na obecnych terenach Europy. Został opisany w 2009 roku przez Fabia Dalla Vecchię w oparciu o niemal kompletny szkielet pochodzący z datowanych na najpóźniejszą kredę osadów formacji Liburnian na terenie prowincji Triest w północno-wschodnich Włoszech. Zdaniem Dalla Vecchii jest to jedna z najbardziej kompletnych spośród wszystkich znanych skamieniałości dinozaurów i jedna z pierwszych pokazujących niemal pełną morfologię hadrozauroida blisko spokrewnionego z północnoamerykańskimi i azjatyckimi hadrozaurami, lecz bardziej od nich bazalnego. Szkielet holotypu Tethyshadros insularis, zanim przypisano go do tego taksonu, otrzymał przezwisko „Antonio” i był zaliczany do grupy „grypozaurów”, obejmującej m.in. grypozaura i „Kritosaurus” australis. Analiza pierścieni przyrostowych na kościach „Antonia” sugeruje, że w chwili śmierci osobnik ten miał pięć lub sześć lat. Tethyshadros żył na wyspie powstałej na platformie węglanowej na Oceanie Tetydy, a niewielkie rozmiary, które osiągał, mogły być wynikiem karłowatości wyspowej. Dorastał do około 4 m długości, znacznie mniej niż północnoamerykańskie hadrozaury. Jego szkielet wykazywał adaptacje do biegania, jak również kombinację cech prymitywnych i zaawansowanych. Według analizy filogenetycznej przeprowadzonej przez Dalla Vecchię Tethyshadros jest zaawansowanym hadrozauroidem stanowiącym wraz z telmatozaurem taksony siostrzane grupy Hadrosauridae.